# Bitwa pod Czataldżą (1912)
Bitwa pod Czataldżą (bułg. Битка при Чаталджа; tur. Birinci Çatalca Muharebesi) – bitwa w czasie I wojny bałkańskiej, stoczona w dniach 17–18 listopada 1912 roku pomiędzy wojskiem osmańskim a bułgarskim.

## Przygotowania do bitwy
Połączone siły I i III armii bułgarskiej, dowodzone przez gen. Radko Dimitrijewa, po sukcesach w bitwach pod Kirkilise i pod Lüleburgazem dążyły do przełamania ostatniej linii obrony wojska osmańskiego na drodze do Konstantynopolu – fortyfikacji w rejonie Czataldży. Położone między Morzem Marmara, a Morzem Czarnym fortyfikacje były osłonięte przez dwa jeziora Terkos i Büyük Çekmece. Umocnienia, znajdujące się na wzgórzach, dominujące nad równiną, skąd mogło rozpocząć się natarcie, zostały w 1912 pokryte stanowiskami karabinów maszynowych i lekkiej artylerii. Liczebność jednostek osmańskich wokół Czataldży sięgała 190 tysięcy żołnierzy, przy czym miejsce niedoświadczonych rekrutów w początkach listopada zajęli żołnierze frontowi, którzy mieli już za sobą walki na froncie bułgarskim. Dodatkowe wsparcie dla jednostek lądowych zapewniały monitory osmańskiej marynarki. Jednostki bułgarskie po opanowaniu 7 listopada Çorlu zwolniły tempo marszu dając czas dowództwu osmańskiemu na wzmocnienie linii obrony.

## Przebieg bitwy
Pierwsze oddziały bułgarskie dotarły w rejon Czataldży 12 listopada i rozpoczęły przygotowania do przeprowadzenia natarcia. Plan bułgarski zakładał główne uderzenie na lewe skrzydło wojska osmańskiego, co miało umożliwić zepchnięcie obrońców do Morza Marmara. Atak rozpoczął się, rankiem 17 listopada od przygotowania artyleryjskiego. W gęstej mgle do szturmu ruszyła 1 dywizja piechoty (dow. gen. Stefan Toszew) i 6 dywizja piechoty (dow. gen. Prawosław Tenew), w kolejnej fazie wsparte przez jednostki 3 dywizji piechoty (dow. gen. Iwan Sarafow). Do wieczora udało im się opanować wysunięte pozycje sułtańskich żołnierzy, ale za cenę wysokich strat. Największy sukces odniósł jeden z batalionów 3 dywizji, który w walce na bagnety opanował umocnienia w centrum północnego sektora obrony. Osmański kontratak, przeprowadzony nocą 17/18 listopada przez oddziały z 25 pułku i 26 pułku z 9 nizam dywizji piechoty dowodzony przez Mahmuta Muhtara Paszę pozwolił na odzyskanie większości utraconych pozycji. Nadal panująca gęsta mgła utrudniała komunikację między poszczególnymi oddziałami bułgarskiej piechoty a kolejne natarcia 18 listopada załamywały się w ogniu artylerii imperium i strzelających z morza okrętów tureckich. Wysokie straty, spowodowane nie tylko działaniami wojennymi, ale także epidemią cholery oraz problemy z zaopatrzeniem skłoniły dowództwo bułgarskie do przejścia do defensywy. 

## Konsekwencje bitwy

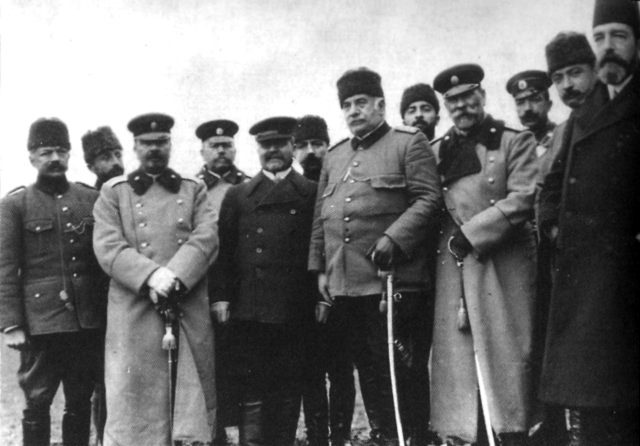
Podpisanie rozejmu w Czataldży, 3 grudnia 1912

Bitwa pod Czataldżą była jednym z nielicznych, a na pewno największym sukcesem wojska Imperium Osmańskiego w I wojnie bałkańskiej. Zwycięstwo nad Bułgarami pozwoliło ocalić osmańską stolicę, a jednocześnie przyspieszyło zakończenie działań wojennych – 3 grudnia 1912 roku pod Czataldżą został zawarty rozejm. Dla władcy Bułgarii Ferdynanda I, który planował uroczysty wjazd do Konstantynopola porażka pod Czataldżą miała znaczenie także prestiżowe.